# Transport kolejowy w Sudanie Południowym

Linie kolejowe w Sudanie Południowym

Transport kolejowy w Sudanie Południowym – system transportu kolejowego działający na terenie Sudanu Południowego.
W Sudanie Południowym istnieje tylko jedna linia kolejowa. Jest to linia Babanusa – Wau licząca 248 km. Jest ona niezelektryfikowana i posiada przylądkowy rozstaw szyn – 1067 mm.

## Historia
W przededniu odzyskania niepodległości na terenie brytyjskiego Sudanu sieć kolejowa była rozwinięta jedynie we północno-wschodniej części kraju. Stacją najbardziej wysuniętą na południowy zachód było El Obeid. Miasto to leży 500 km od zachodniej granicy kraju i ponad 1000 km od południowej. Po uzyskaniu niepodległości w 1956 władze nowego niepodległego Sudanu za swój priorytet uznały rozbudowę kolei w kierunku zachodnim (Darfur) i południowym w celu integracji tych prowincji. W latach 1956–1957 zostało zbudowane połączenie do Babanusy. Tam zbudowano dwie odnogi – do Nyali (lata budowy: 1957–1959) oraz do Wau (lata budowy: 1959–1962).

## Przyszłość
Istnieją plany połączenia stolicy kraju Dżuby z sieciami kolejowymi Kenii i Ugandy oraz istniejącą siecią kolejową w Wau. Przy takich połączeniach problemem będzie wybór rozstawu szyn. W Sudanie wynosi on 1067 mm (rozstaw przylądkowy), a na kolejach ugandyjskich i kenijskich 1000 mm.

## LiniaBabanusa–Wau
Linia została zbudowana w roku 1962. Na trasie istnieją trzy duże mosty nad rzekami. Szlak jest w całości jednotorowy. Jako jedyne kolejowe połączenie z południem szlak miał bardzo duże znaczenie w trakcie wojny domowej. Wojskowe pociągi umożliwiały siłom rządowym szybkie przemieszczanie ludzi i sprzętu na południe. Z tego powodu trasa kolejowa była częstym celem ataków i sabotażu powstańców. W niektórych miejscach szlak został nawet przez nich zaminowany, aby uniemożliwić ruch pociągów.
Po zakończeniu wojny dzięki pomocy ONZ i Banku Światowego linia została w roku 2010 odbudowana i oddana do ruchu osobowego i towarowego. W 2011 roku wraz z ogłoszeniem niepodległości przez Sudan Południowy połowa linii (248 km z 444 km) znalazła się w granicach nowego państwa. Nie zostało jeszcze ustalone jak zostanie podzielony majątek ruchomy kolei sudańskich i w jakiej formie będzie organizowany transgraniczny ruch osobowy.
Główne stacje:
- Babanusa (węzeł - stąd połączenie do Nyali na zachód i Chartumu na wschód)
- Muglad
- granica Sudanu Południowego
- Marel
- most nieopodal Wedweil
- Wedwei
- Uwajl
- most nieopodal miasta Aluk
- Wau (stacja końcowa)